# Battlecruiser 3000AD
Battlecruiser 3000AD est un jeu vidéo de combat spatial développé par 3000AD et édité par Take-Two Interactive, sorti en 1996 sur DOS et Windows. Il a pour suite Universal Combat.

## Versions augmentées
- Battlecruiser 3000AD v2.0 est sorti en 1998 et édité par Interplay
- Battlecruiser Millennium est sorti en 2001 et édité par 3000AD
- Battlecruiser Millennium Gold est sorti en 2003 et édité par DreamCatcher Interactive